# Luis de Urquijo
Luis de Urquijo (ur. 28 lutego 1899, zm. 7 lipca 1975) – bankier i muzykolog hiszpański, prezes klubu piłkarskiego Real Madryt w latach 1924-1929. Członek Królewskiej Akademii Sztuk Pięknych św. Ferdynanda.